# زوتيبين
زوتيبين (بالإنجليزية: Zotepine)‏ هو دواء يُستعمل في علاج:
- فصام[9]

## دوره
يلعب هذا الدواء دورًا في علاج الأمراض كونه:
- مضادات الذهان